# Scopula agrata
Scopula agrata là một loài bướm đêm trong họ Geometridae.